# Hieraciinae
Hieraciinae es una subtribu de la tribu Cichorieae de plantas con flores perteneciente a la familia Asteraceae, subfamilia Cichorioideae.

## Descripción
En Hieraciinae están presentes las herbáceas anuales y perennes, con látex, sin estolones (en Andryala). Los tallos suelen ser solitarios y ramificados. Las hojas se encuentran en rosetas o caulinarias y están dispuestas de forma alterna; también son enteras o pinnadas. Las cabezas de las flores suelen ser solitarias o de unas pocos. Las brácteas están compuestas por varias filas (2 - 4) de las brácteas. El receptáculo está desnudo (sin lana). Las flores (sólo liguladas, las tubulares  faltan) son bisexuales. Las flores son generalmente de color amarillo (o naranja) con una raya roja en el exterior (en Andryala). Los frutos son aquenios oblongos o con el ápice truncado obconico y sin pico, el vilano tiene pelo gris simple.

## Distribución y hábitats
Las especies de esta subtribu se encuentran en Eurasia, Norte de África  y Sudáfrica.

## Géneros
Según portal Cichorieae
- Andryala L.
- Hieracium L.
- Hispidella Lam.
- Pilosella Hill
- Schlagintweitia Griseb.

Según Wikispecies
- Aetheorhiza - Agoseris - Andryala - Cicerbita -  Dendroseris - Hieracium - Ixeris - Lapsana - Malacothrix - Microseris - Mycelis - Pleiacanthus - Prenanthes - Reichardia - Scolymus - Scorzonera - Sonchus - Stephanomeria - Taraxacum - Tragopogon - Urospermum - Youngia

## Galería

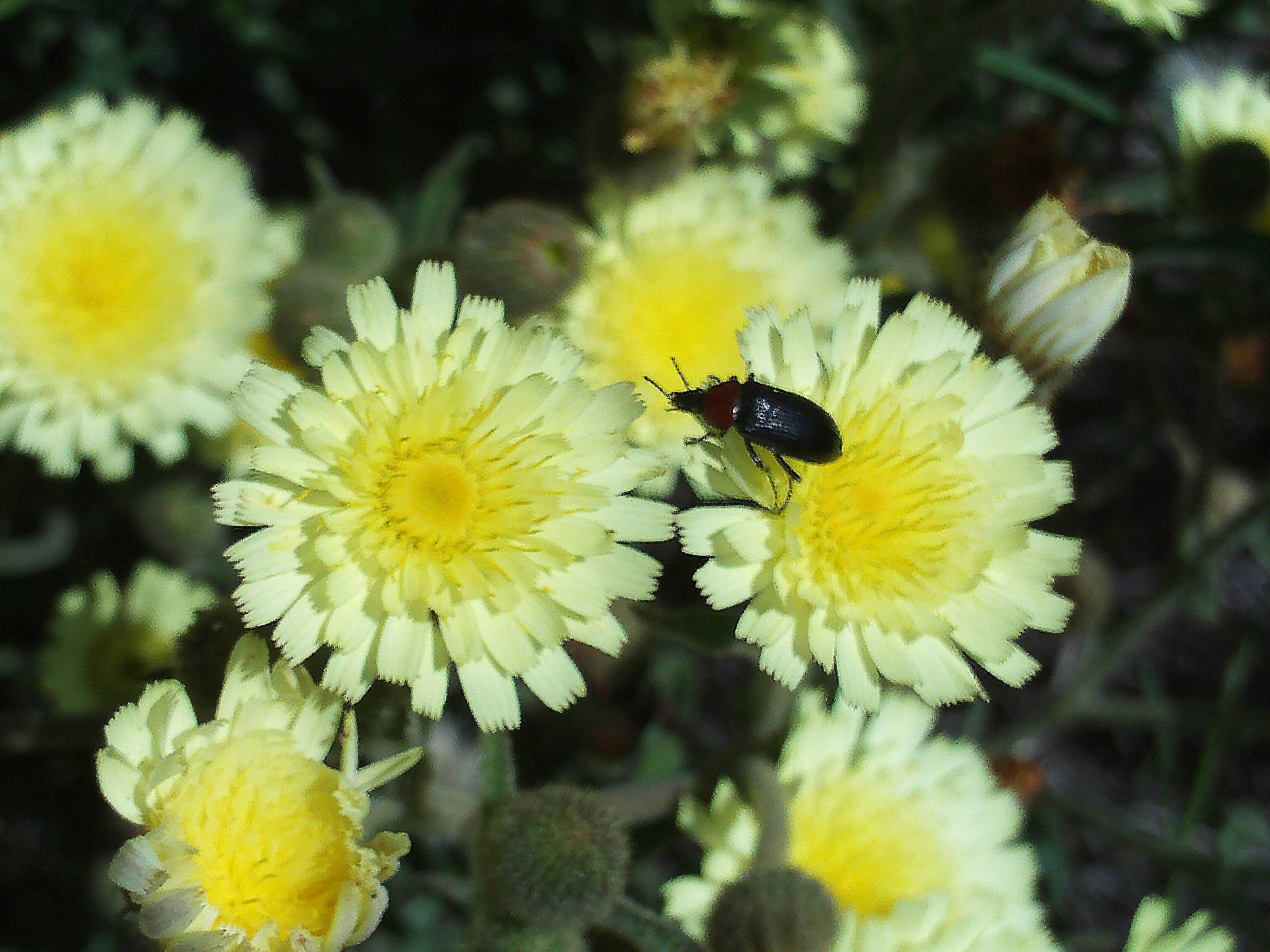
Andryala laxiflora
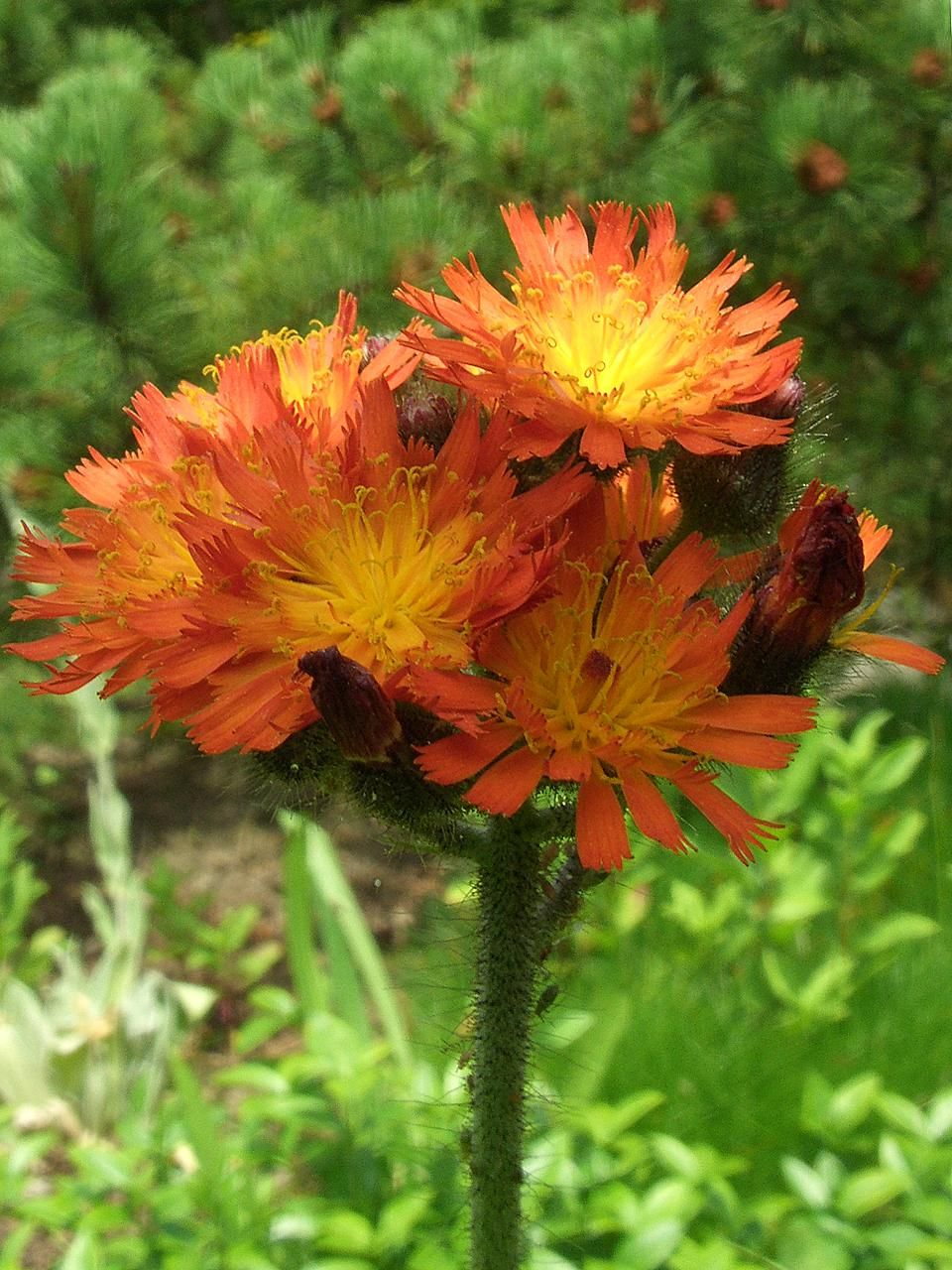
Hieracium aurantiacum
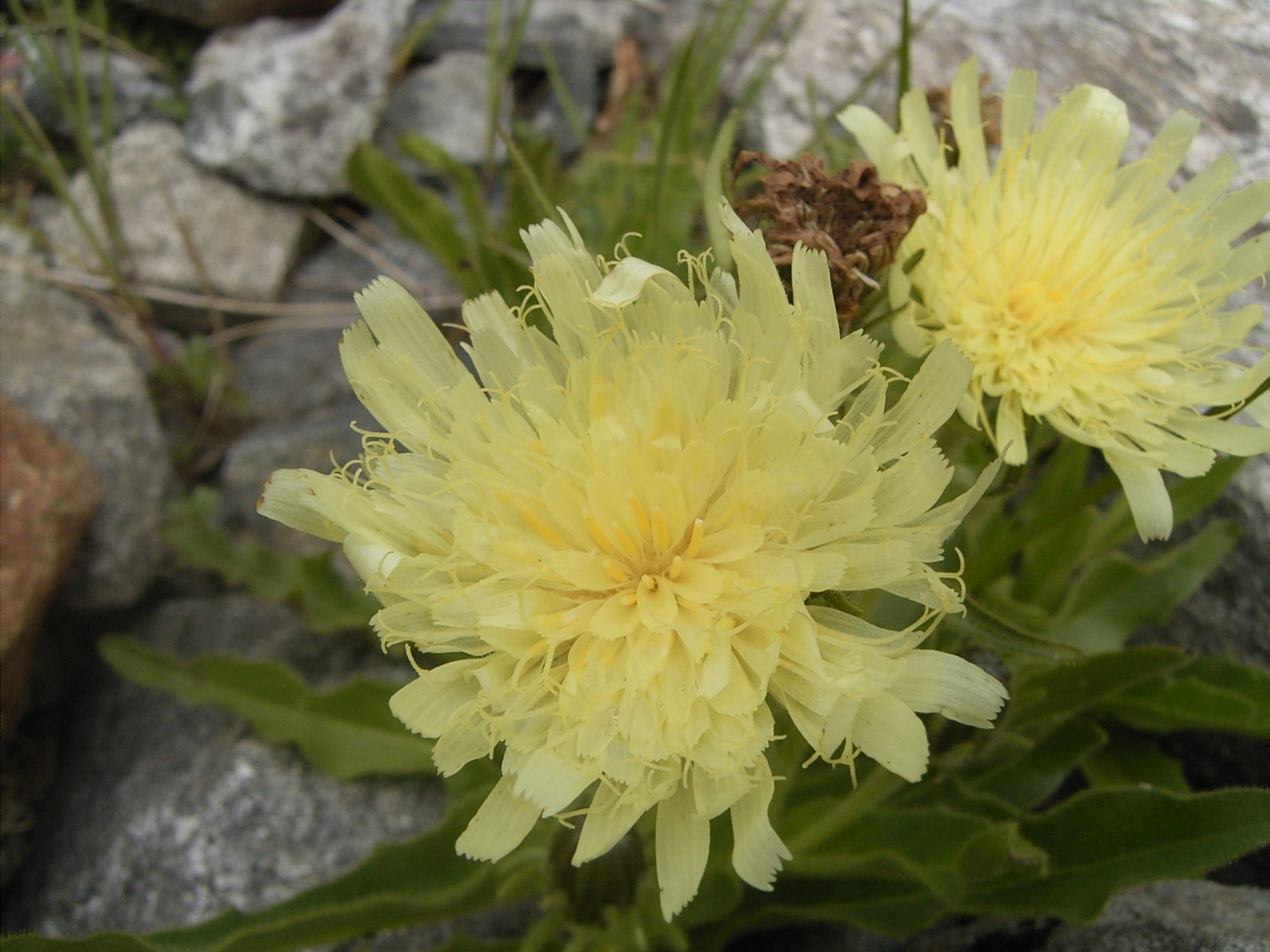
Hieracium intybaceum
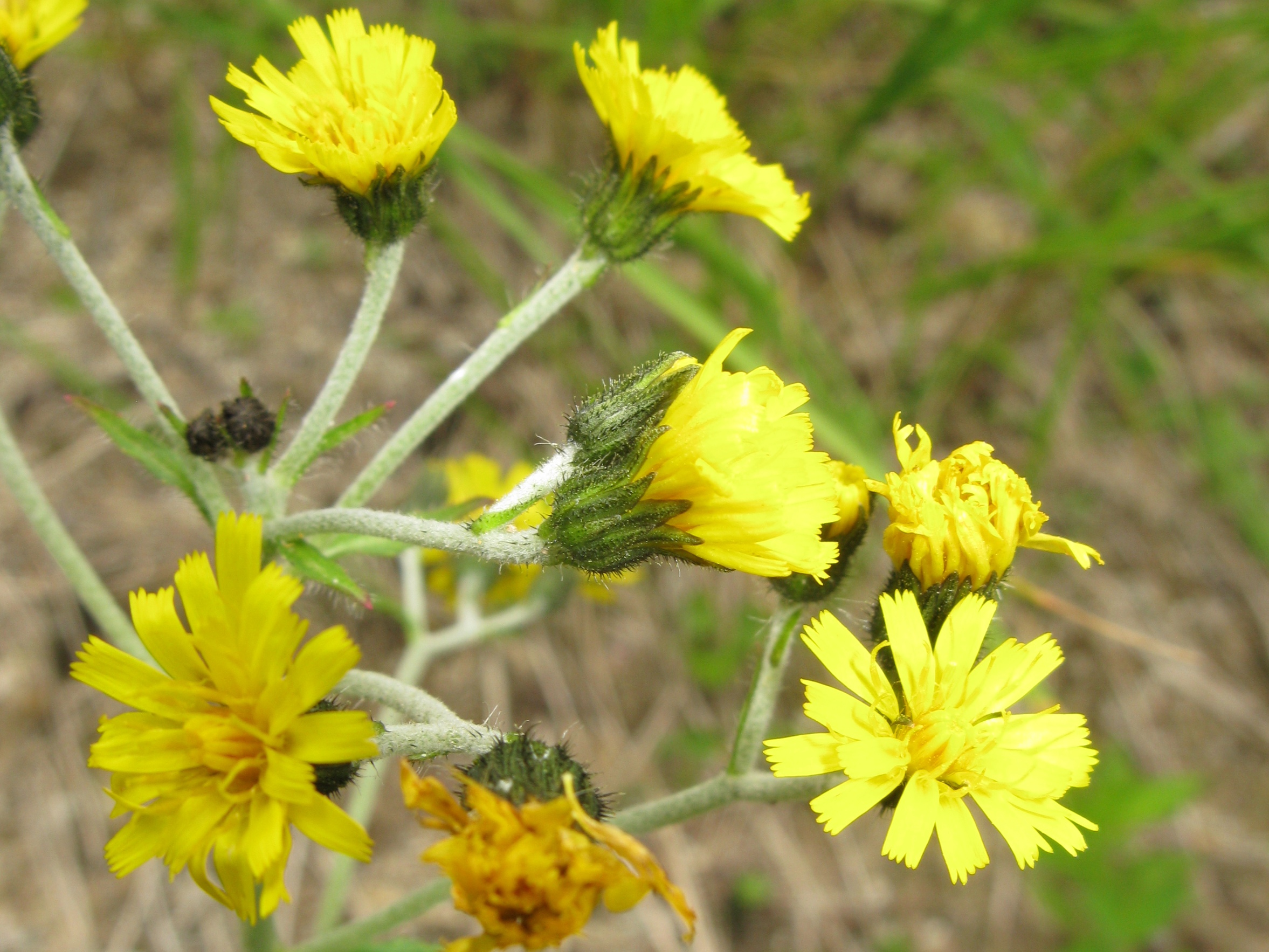
Hieracium japonicum
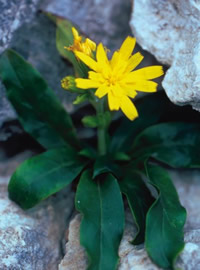
Hieracium lucidum
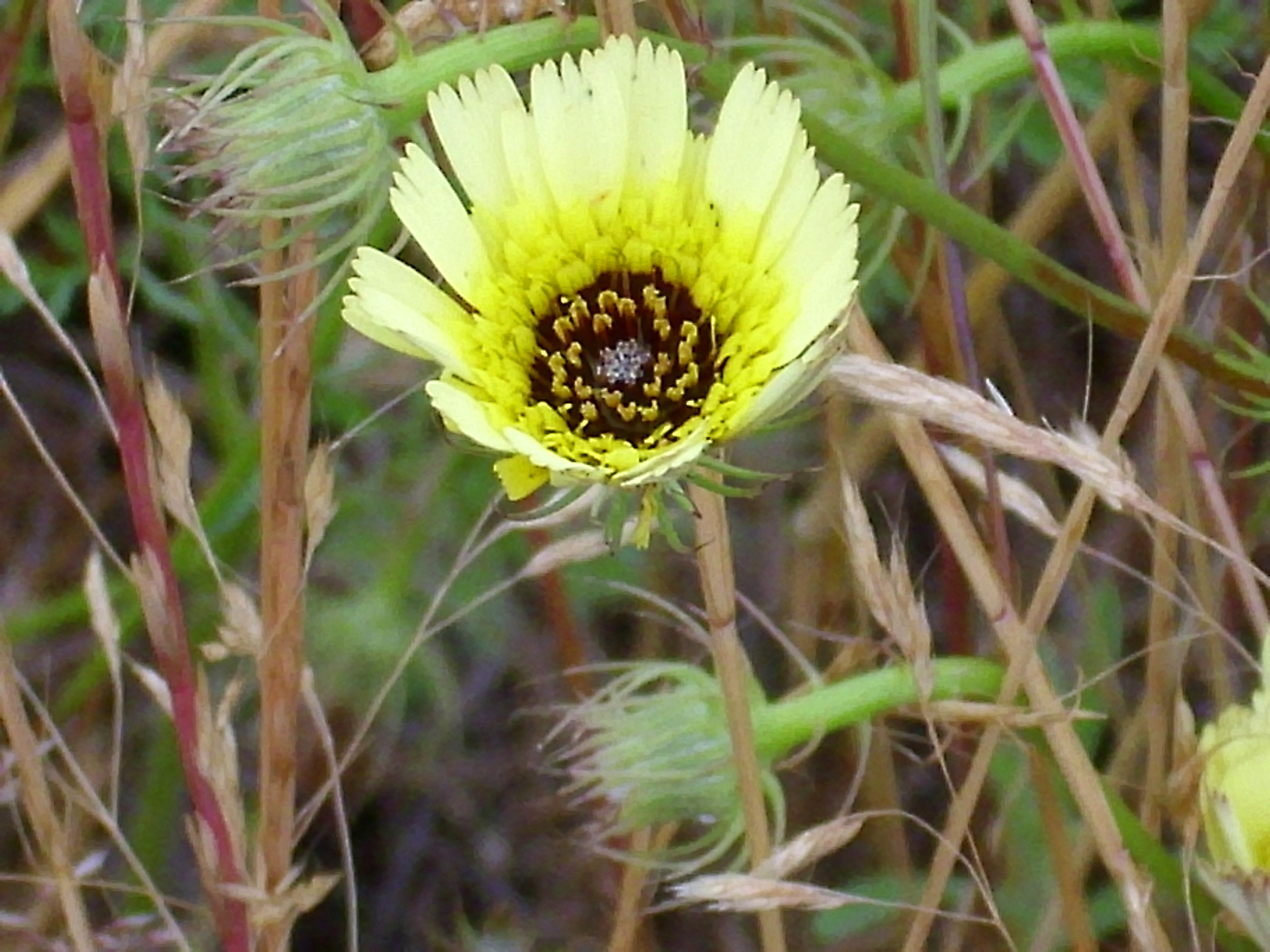
Hispidella hispanica